# Guy-Auguste de Rohan
Guy Auguste de Rohan-Chabot, bekend als de graaf van Chabot (18 augustus 1683 - 13 september 1760), vaak Chevalier de Rohan genoemd, was een Franse edelman die het meest bekend stond vanwege een woordenwisseling met Voltaire.

## Levensloop
Hij was de zoon van Louis de Rohan-Chabot, hertog van Rohan, Prins de Leon en Marie Élisabeth du Bec-Crespin de Grimaldi, markiezin de Vardes.
Guy Auguste trouwde twee keer, eerst met Yvonne Sylvie Breil de Rays (1712 - 15 juli 1740) op 7 februari 1729, bij wie hij twee zonen verwekte, Louis Antoine Auguste en Charles. Na de dood van zijn vrouw trouwde hij op 25 mei 1744 met Mary Apolonia Scolastica Stafford-Howard (17 februari 1721 - 16 mei 1769).
Hij stierf in 1760 in Parijs. Zijn zoon Louis Antoine volgde hem op als hertog van Rohan.

## Onenigheid met Voltaire
Guy-Auguste wordt vooral herinnerd vanwege een woordenwisseling met de jonge Voltaire in 1725, waarin beide mannen elkaar beledigden. Vervolgens huurde hij enkele misdadigers in om Voltaire aan te vallen terwijl hij vanuit zijn rijtuig toekeek. De aristocratische familie Rohan verkreeg een lettre de cachet van de Franse koning Lodewijk XV en gebruikte dit bevelschrift om Voltaire eerst in de Bastille gevangen te zetten en vervolgens tot ballingschap in Groot-Brittannië te dwingen.